# La Vierge entre les Vierges
La Vierge entre les Vierges  est une huile sur panneau du peintre primitif flamand Gérard David, peinte vers 1509 sur le thème de la Virgo inter virgines. Cette œuvre a été offerte par le peintre et son épouse Cornelia Cnoop au couvent des Carmes Déchaux de Bruges, elle se trouve actuellement au musée des Beaux-Arts de Rouen.

## Description
La Vierge Marie est assise au centre avec l'Enfant Jésus sur ses genoux tenant une grappe de raisin, entre deux anges musiciens. 
Le peintre Gérard David s´est représenté dans le coin supérieur gauche, ainsi que son épouse sur le côté opposé.
Les saintes martyres sont représentées avec une apparence juvénile. 
De gauche à droite, reconnaissables par leurs attributs, :
- Dorothée de Césarée avec un panier de roses,
- Catherine d'Alexandrie avec sa couronne ornée de la roue de son supplice,
- Agnès de Rome avec un agneau à ses pieds,
- une femme anonyme tenant un objet dans son poing droit,
- Fauste de Cyzique avec une scie (instrument de son martyre),
- Apolline d'Alexandrie avec une tenaille qui a servi à lui arracher les dents ;
- Godelieve de Gistel, sainte flamande, avec un foulard avec lequel son mari l'a étranglée,
- Cécile de Rome à côté d'un orgue (elle chanta les louanges de Dieu jusqu'au bout),
- Barbe d'Héliopolis avec une coiffe ornée de la tour où son père l'a enfermée,
- Lucie de Syracuse tenant ses yeux qui lui ont été arrachés.